# Парк Юрського періоду (фільм)
«Парк Ю́рського пері́оду» (англ. Jurassic Park) — науково-фантастичний фільм 1993 року американського режисера Стівена Спілберга, знятий за мотивами однойменного роману письменника Майкла Крайтона. У фільмі розповідається про вигаданий острів, на якому був створений парк розваг з живими динозаврами, виведеними за допомогою клонування. Власник парку запросив групу науковців проінспектувати парк до його відкриття. Через диверсію одного зі співробітників динозаври вириваються на волю, а технічний персонал і відвідувачі намагаються втекти з острова.
У 2012 компанія Universal повідомила, що в 2013 році на честь 20-их роковин з дня першого виходу стрічки у прокат, «Парк Юрського періоду» буде перевидано у форматі 3D В міжнародний прокат 3D-версія вийшла 4 квітня 2013 року, в український — 4 квітня 2013. На 1 березня 2024 року фільм займав 145-ту позицію у списку 250 кращих фільмів за версією IMDb.

## Сюжет
Глава компанії InGen, професор Джон Хеммонд, знаходить спосіб відтворення динозаврів за допомогою генної інженерії. Генетичну основу він знаходить у їхній крові, що збереглася в тілі москітів, котрі мільйони років тому грузли в деревній смолі, котра перетворилася на бурштин. Відсутні внаслідок пошкодження від часу фрагменти коду в ДНК він замінює фрагментами коду сучасних земноводних — жаб. Він створює величезний зоопарк, мешканці якого — вимерлі мільйони років тому динозаври.
При транспортуванні одного з велоцирапторів відбувається інцидент, що призводить до смерті співробітника. Через це інвестори починають тиснути на Хеммонда і змушують його перед відкриттям парку провести пробний тур для компетентних осіб. Такими особами Хеммонд вибирає палеонтологів Алана Гранта і Еллі Сеттлер, математика Яна Малкольма і юриста своїх інвесторів — Дональда Дженаро. Усі запрошені шоковані, побачивши справжніх живих динозаврів. Однак під час обговорення парку на стороні Хеммонда з бажанням відкрити такий парк залишається тільки юрист Дональд. Решта ставляться до такої затії з великими обережністю і сумнівом як через небезпечність самих динозаврів, так і через етичний бік: динозаврів свого часу знищила сама природа, а людина, відроджуючи їх, іде проти природи.
Хеммонд починає екскурсію для своїх відвідувачів. Після короткого мультфільму, що демонструє технологію відтворення вимерлих видів, вчені і юрист потрапляють у приміщення, де виводять динозаврів. Там вони спостерігають як з яйця вилуплюється велоцираптор. Малкольм цікавиться як співробітникам парку вдається контролювати популяцію. Співробітник парку запевняє його, що всі особини на острові жіночої статі і, отже, самовільне розмноження динозаврів є неможливим. Після такого теоретичного курсу четверо відвідувачів відправляються на екскурсію по парку на двох автоматичних електромобілях. До них приєднуються онуки Хеммонда — Лексі й Тім. Однак, динозаври не бажають з'являтися ні просто так, ні за приманкою. По дорозі гості парку виходять із машин, щоб подивитися на хворого від отруєння трицератопса. Після огляду всі, крім Еллі (вона залишається з ветеринаром доглядати за трицератопсом і пізніше їде з ним на джипі у центр), повертаються в машини. Тим часом один зі співробітників парку, Недрі, підкуплений конкурентами, відключає систему захисту, щоб отримати доступ до сховища ембріонів, з якого він повинен винести ембріони декількох видів динозаврів. Спізнюючись на корабель, який відпливає від острова парку всього через кілька хвилин, Недрі не справляється з керуванням і застрягає на своєму джипі. Намагаючись витягнути джип лебідкою, Недрі зустрічається з невеликими, але небезпечними дилофозаврами і стає їх жертвою.
Після того, як система захисту виявляється відключена, електромобілі з екскурсантами зупиняються прямо навпроти загону з одним з найсильніших і найнебезпечніших динозаврів — тиранозавром. Зрозумівши, що захисна напруга відключена, тиранозавр ламає огорожу. Намагаючись сховатися, юрист Дональд забігає в туалети поруч. Діти, які залишилися без нагляду в першій машині, ненароком привертають увагу тиранозавра, який нападає на них і перевертає машину. Намагаючись привернути увагу ящера до себе, Ян отримує серйозну травму ноги і виявляється похованим під уламками туалету, який руйнує динозавр. Потім останній з'їдає сидячого в туалеті Дженаро. Добігши до першої машини, Алан встигає витягнути з неї Лексі, але Тім залишається в машині. Тиранозавр повертається до першої машини і скидає її з обриву разом з Тімом. Таким чином Алан і онуки Хеммонда опиняються сам на сам з дикою природою, що кишить динозаврами. На шляху до центру управління вони виявляють шкаралупу від яєць, з яких вилупилися динозаври. Це підтверджує побоювання Яна Малкольма про те, що «життя знайде шпарину»: з'явилися особини чоловічої статі, позаяк для відновлення пошкодженої ДНК використовувалися частини ДНК сучасних амфібій, здатних за потреби змінювати свою стать.
Пораненого Яна Малкольма рятують від смерті Еллі і єгер Роберт Малдун, насилу відірвавшись на джипі від переслідування тиранозавра. Вони приєднуються до Джона Хеммонда і головного інженера Рея Арнольда, що намагаються ввімкнути систему безпеки. Після перезавантаження системи потрібно запустити генератори в бункері, розташованому неподалік від центру управління. Спочатку до неї вирушає сам Арнольд. Він довго не повертається, що викликає занепокоєння у решти (пізніше з'ясується, що він загинув). До бункера направляються Еллі і Роберт. Після виходу на поверхню, Малдун розуміє, що велоцирапторові вдалося вибратися зі спеціальної укріпленої загороди, і тепер йому і Еллі загрожує смертельна небезпека. Відправляючи Еллі до бункера, Роберт має намір застрелити, перегородивши шлях, велоцираптора. Однак велоцираптор виявляється не один. Поки Роберт готується в нього вистрілити, інший велоцираптор нападає на нього збоку і вбиває. Еллі встигає благополучно добігти до розподільного щитка. На ньому вона по черзі запускає системи безпеки парку. Після чого також зазнає раптового нападу велоцираптора. Після запеклої сутички за своє життя їй вдається-таки вирватися з бункера, замкнувши в ньому хижака.
Тим часом, Алан, Тім і Лексі добираються до гостьового центру, де залишаються самі. Гостьовий центр виявився небезпечним для дітей місцем, оскільки туди проникли два велоцираптора. Тим не менш, дітям вдається врятуватися від них. Алан зустрічає Еллі, повертається в гостьовий центр і зустрічає там переляканих дітей. Вчотирьох вони намагаються сховатися від переслідування велоцирапторами. У холі двоє ящерів оточують їх, та один з них стає жертвою раптово прибулого тиранозавра. Після загибелі свого родича другий велоцираптор кидається на тиранозавра, прагнучи помститись, і теж гине. Скориставшись моментом, Алан, Еллі, Тім і Лексі тікають звідти. Приєднавшись до Хеммонда і Малкольма, всі сідають на вертоліт і відлітають з острова. Джон Хеммонд вирішує облишити затію з парком, хоча динозаври все ще лишаються на острові.

## У ролях
| Актор             | Роль                |
| ----------------- | ------------------- |
| Сем Нілл          | доктор Алан Грант   |
| Лора Дерн         | доктор Еллі Сеттлер |
| Джефф Голдблюм    | доктор Ян Малкольм  |
| Річард Аттенборо  | Джон Хеммонд        |
| Боб Пек           | Роберт Малдун       |
| Джозеф Маццелло   | Тім Мерфі           |
| Аріана Річардс    | Лекс Мерфі          |
| Вейн Найт         | Денніс Недрі        |
| Семюел Л. Джексон | Рей Арнольд         |
| Мартін Ферреро    | Дональд Дженнаро    |
| Бредлі Вонг       | Генрі Ву            |

## Список видів динозаврів
- Брахіозавр
- Тиранозавр (пізніше названя як "Рексі")
- Трицератопс
- Велоцираптор
- Дилофозавр
- Паразауролоф
- Галлімім
- Аламозавр (з'являється лише як скелет)

## Створення

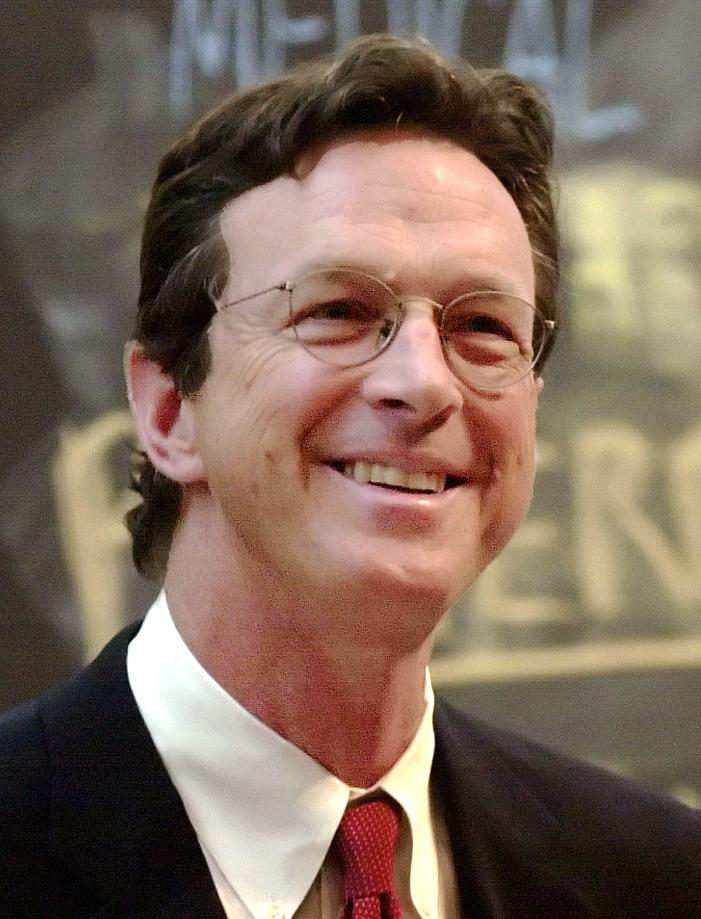
Майкл Крайтон, автор оригінального роману і початкового варіанту фільму

Роман Майкла Крайтона «Парк Юрського періоду» зацікавив американських режисерів ще до його публікації в 1990 році. Автор зажадав гонорару в $1,5 млн, проте сюжет про динозаврів, відроджених технологіями, вважався дуже перспективним. Екранізацію «Парку юрського періоду» розглядали Річард Доннер, Джо Данте, Тім Бертон та, окрім інших, Джеймс Кемерон і Стівен Спілберг. Саме Стівен взявся за створення фільму, подавши заявку за кілька годин до Кемерона і заплативши на 500 тисяч доларів більше, ніж бажав Крайтон. Кемерон пізніше казав, що в його баченні фільм був більш похмурим, подібним до фільмів про Чужих, а Спілберг свою версію зробив надто дитячою.
Згідно угоди, базовий сценарій написав сам Майкл Крайтон і він мало відрізнявся від сюжету роману. Далі його було віддано на доопрацювання Малії Мармо, яка працювала зі Спілбергом над «Капітаном Гаком». Її версія була близька до роману, але виключала Малькольма, а частина його реплік дісталася Дженнеро. Згідно цього варіанту, динозаври відпочатку мали генетичну ваду внаслідок якої швидко старіли і були приречені на повторне вимирання. Хеммонду відводилася роль антагоніста, що винить у загрозі з боку динозаврів працівників парку, а не власні експерименти. В фіналі він мав загинути, даючи врятуватися своїм онукам. Цей варіант не цілком влаштував Спілберга, і той віддав сценарій на доопрацювання Девіду Кеппу. Саме він створив фінальну версію, що визначила остаточний сюжет фільму.

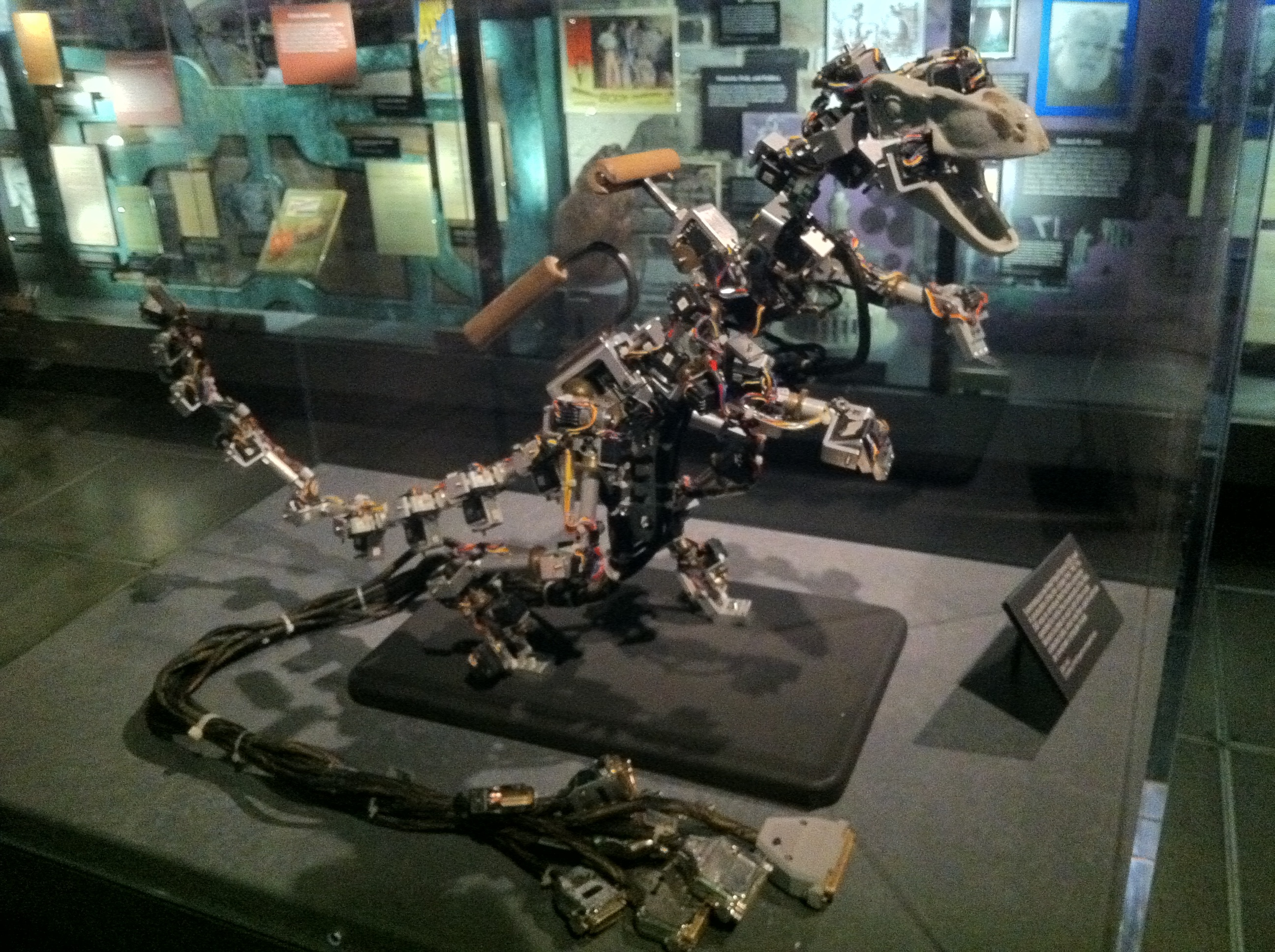
Фігурка велоцираптора для перенесення її рухів на комп'ютерну модель

Спілберг найняв найкращих майстрів зі створення спецефектів, включаючи Стена Вінстона, який створив спецефекти для «Термінатора» і «Чужих», і спеціаліста з покадрової анімації Філа Тіппетта. Спілберг намагався дотримуватися у зображенні динозаврів наукових поглядів свого часу і звернувся до кількох консультантів, включаючи палеонтолога Джека Хорнера. Саме він популяризував гіпотезу про те, що динозаври радше нагадували птахів, ніж ящірок. Для створення аніматронних фігур команда Вінстона використовувала алюмінієві каркаси, обтягнуті пофарбованою шкірою з латексу. Такі фігури були створені для всіх основних динозаврів — трицератопса, велоцираптора, дилофозавра і тиранозавра. Планувалося анімувати динозаврів за допомогою покадрової анімації їх мініатюр, однак Спілберг лишився невдоволеним нею. Тому перевагу біло віддано комп'ютерній графіці, тоді як для великих планів застосовувалися аніматронні фігури. Спілберг звернувся до студії ILM, що належала його другові Джорджу Лукасу. Денніс Марен зі своєю командою створили тестову анімацію, побачивши яку Спілберг охоче скористався його послугами ILM.

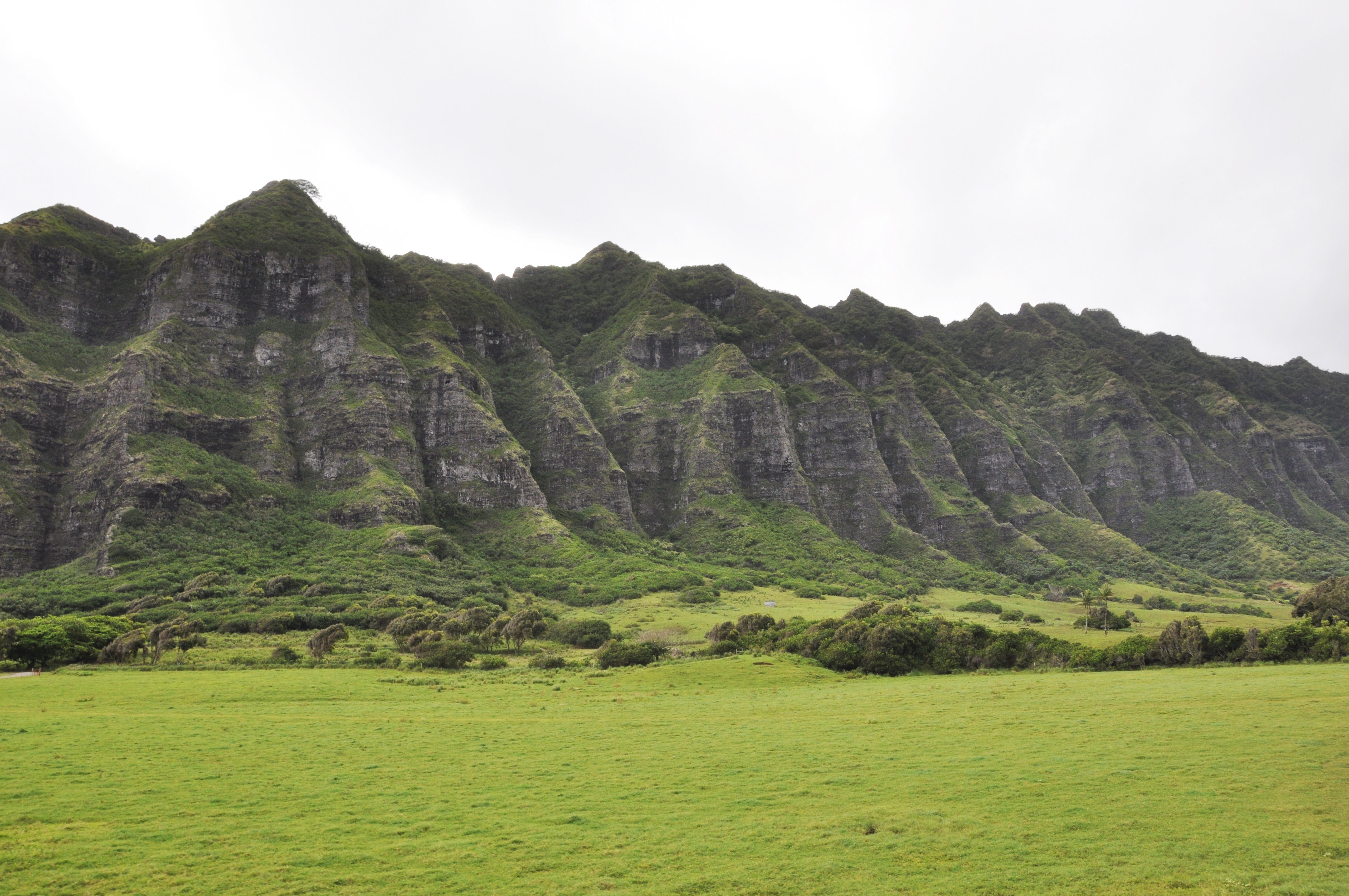
Місце на Гаваях, де знімали сцену з Галлімімами

Зйомки почалися в серпні 1992 року і пройшли на Гаваях, Домінікані і в студійних павільйонах Каліфорнії. В процесі ураган пошкодив декорацію, де мали знімати смерть героя Семюела Джексона, тому в фільмі його було вбито за кадром. Проблемою стали сцени з динозаврами під дощем, оскільки від вологи аніматронні фігури переставали працювати як слід і між дублями їх сушили феном. Особливу винахідливість довелося проявити у сцені зі склянкою води в машині, що брижить колами через кроки тиранозавра. У підсумку результату досягли за допомогою гітарної струни, яку натягнули всередині машини і смикали: вібрація спричиняла необхідні брижі.
Пре-продакшн «Парку юрського періоду» тривав 25 місяців, тоді як зйомки вклалися в 99 днів. Зйомки завершилися 30 листопада 1992 року — майже на два тижні раніше терміну. Невдовзі була змонтована чорнова версія картини, якою Спілберг лишився задоволеним і взявся за зйомки «Списку Шиндлера».

## Нагороди
- Фільм було номіновано на нагороду MTV Movie Awards (номінація — Найкращий фільм).[10]